# Sauris pupurotincta
Sauris pupurotincta là một loài bướm đêm trong họ Geometridae.